# Axel Malmberg
Axel Lorens Malmberg, född den 31 mars 1895 i Hököpinge församling, Malmöhus län, död den 24 november 1958 i Klippan, var en svensk präst. Han var gift med en faster till Sven och Gösta Hallonsten.
Malmberg avlade teologie kandidatexamen 1918. Han prästvigdes för Lunds stift samma år. Malmberg var komminister i Trelleborg och Maglarp 1922–1947 och lasarettspredikant 1923–1947. Han blev kyrkoherde i Klippan och Vedby 1947. Malmberg var ledamot av Allmänna Svenska Prästföreningens centralstyrelse 1944–1953, sekreterare i Lunds missionsråd och ledamot av kommittén för utgivande av Lunds stifts herdaminne.